# Zaolszany
Zaolszany – dzielnica Pyskowic położona na południowy wschód od centrum miasta, w dolinie rzeki Drama.

## Zabytki
- Cmentarz żydowski w Pyskowicach
- Synagoga w Pyskowicach

## Transport

### Drogowy
Drogi Wojewódzkie:
- droga wojewódzka nr 901 (Olesno, Zawadzkie, Sieroty, Pyskowice, Gliwice)

Drogi Krajowe:
- droga krajowa nr 94 (Kraków, Dąbrowa Górnicza, Bytom, Pyskowice, Opole, Brzeg, Oława, Wrocław, Legnica)

## Komunikacja
Dzielnicę obsługują autobusy uruchamiane przez ZTM GZM linii nr 71, M105, 707.  

## Problematyka
Z uwagi na swoje położenie (tereny zalewowe) dzielnica jest narażona na podtopienia i powodzie. Była wielokrotnie zalewana przez wody rzeki Drama. Największe szkody odnotowano podczas powodzi w sezonach 2006, 2010, 2020 i 2021. Najbardziej narażonymi na szkody są zakłady Polmarkus Sp. z o.o. Pyskowice przy ul. Stefana Wyszyńskiego 62, stacja paliw ORLEN przy skrzyżowaniu DW901 (ul. Gliwicka) z DK94 (ul. Bytomska) a także osiedla mieszkaniowe w ciągu ul. Mickiewicza.

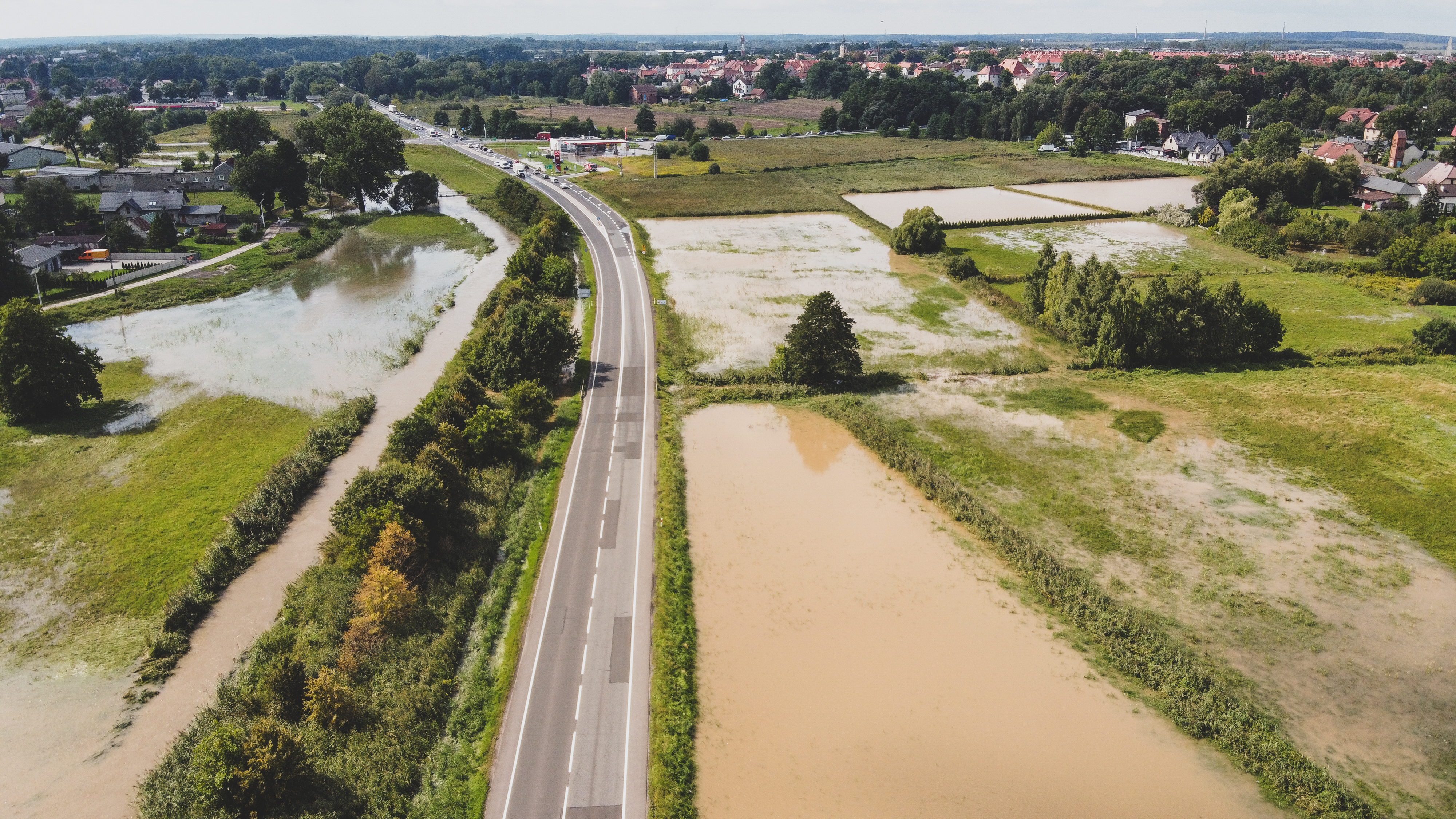
ul. Bytomska i widok w kierunku skrzyżowania z Gliwicką. Po prawej poza kadrem zakłady Polmarkus, po lewej zabudowania mieszkalne w Zaolszanach.
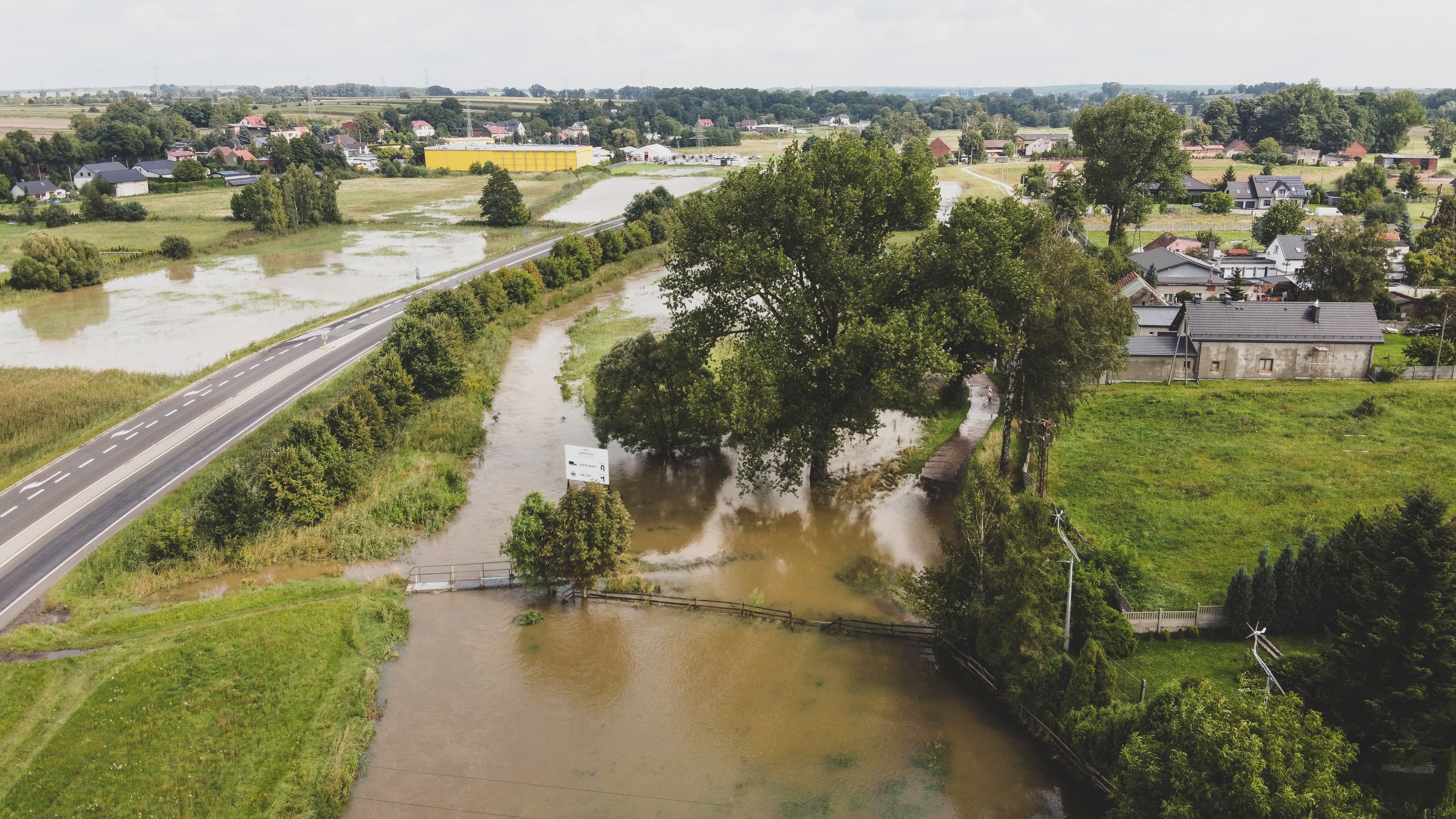
ul. Bytomska i widok w kierunku Zawady. Po prawej zabudowania mieszkalne w Zaolszanach.
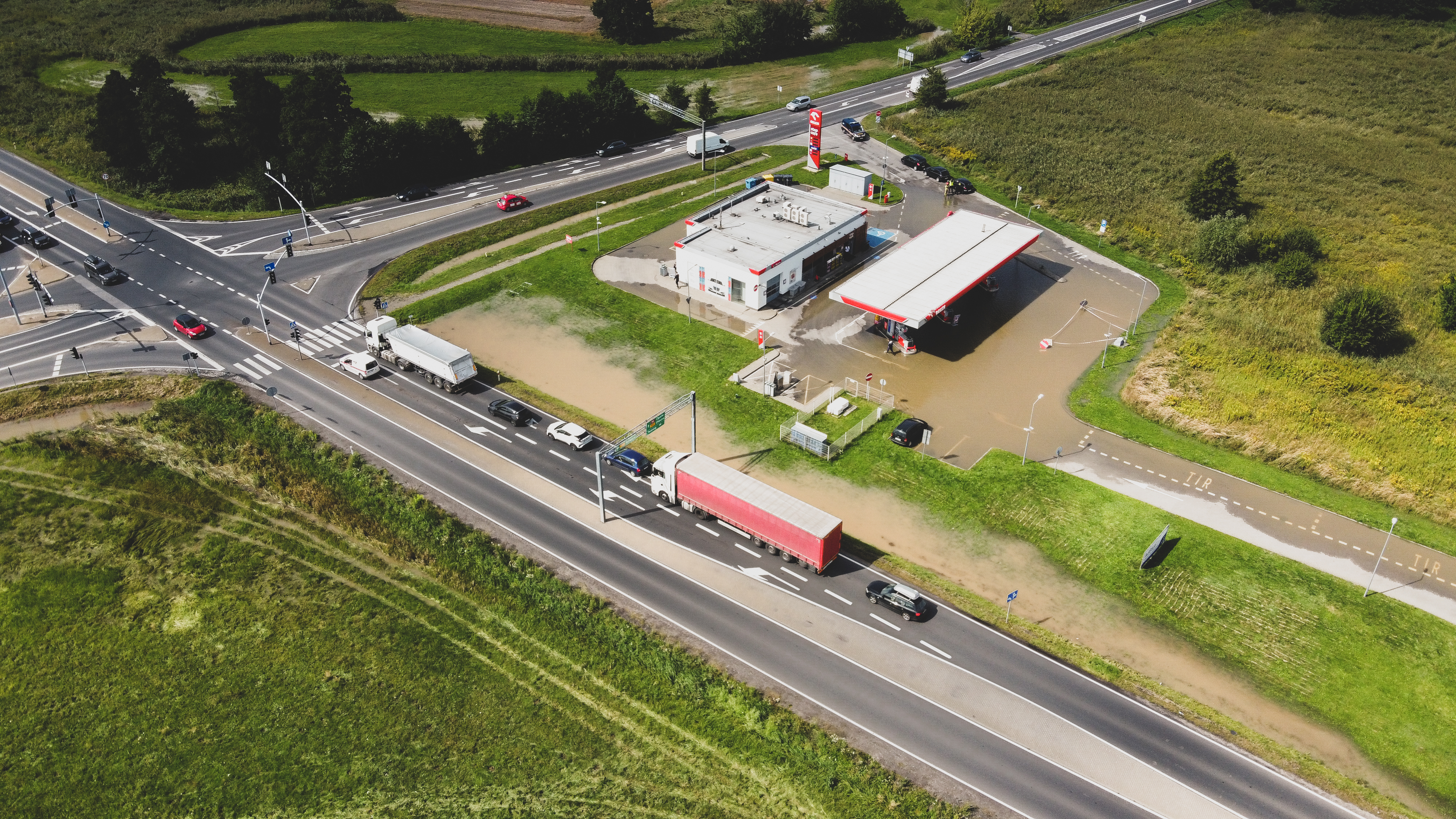
Skrzyżowanie obwodnicy miasta z ul. Gliwicką. Widoczna zalana po raz wtóry stacja paliw ORLEN.
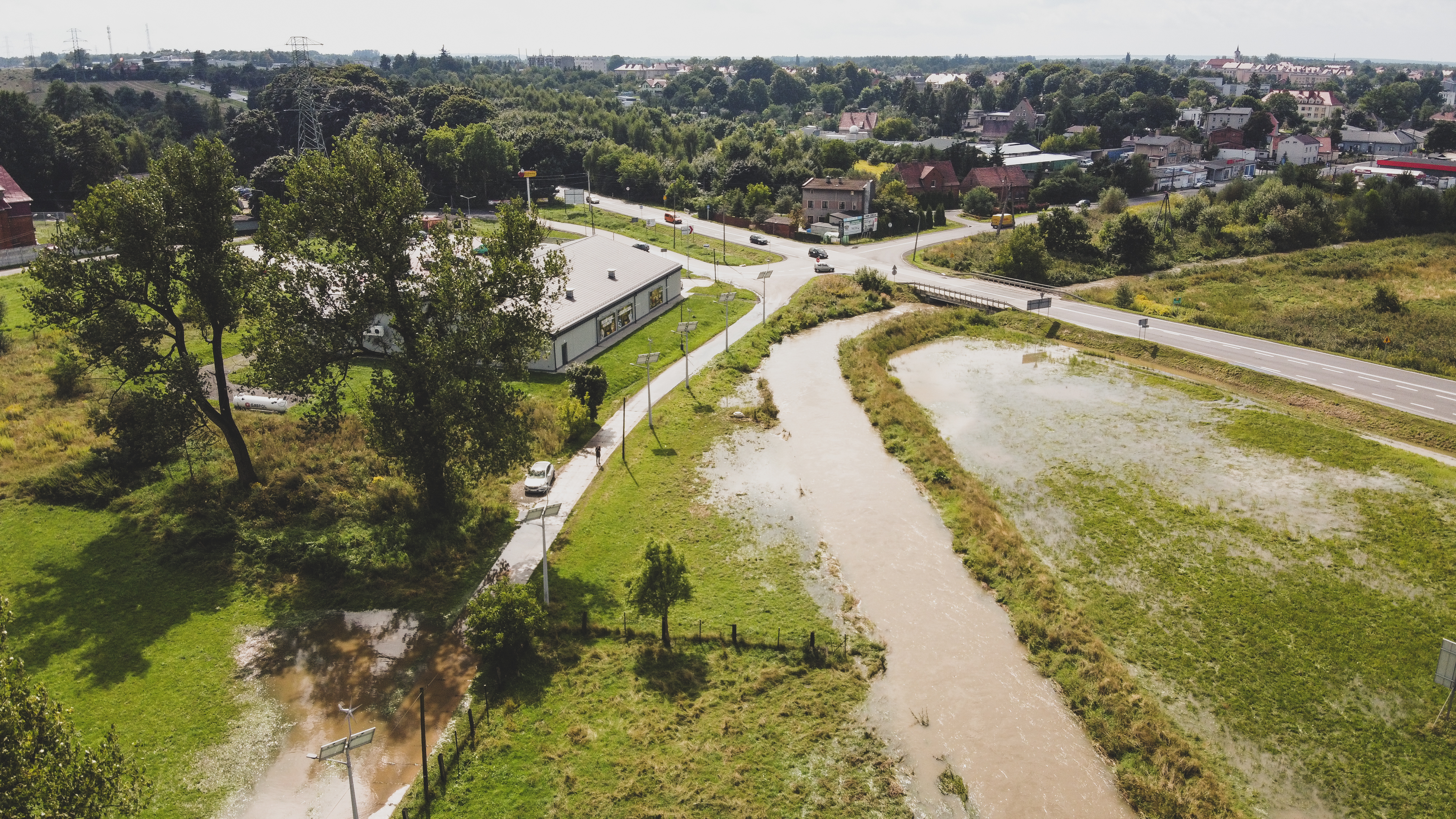
ul. Gliwicka (w tle), po lewej widoczna ul. Rzeczna. Za drzewami widoczny relatywnie nowy obiekt w mieście - dyskont spożywczy Biedronka.
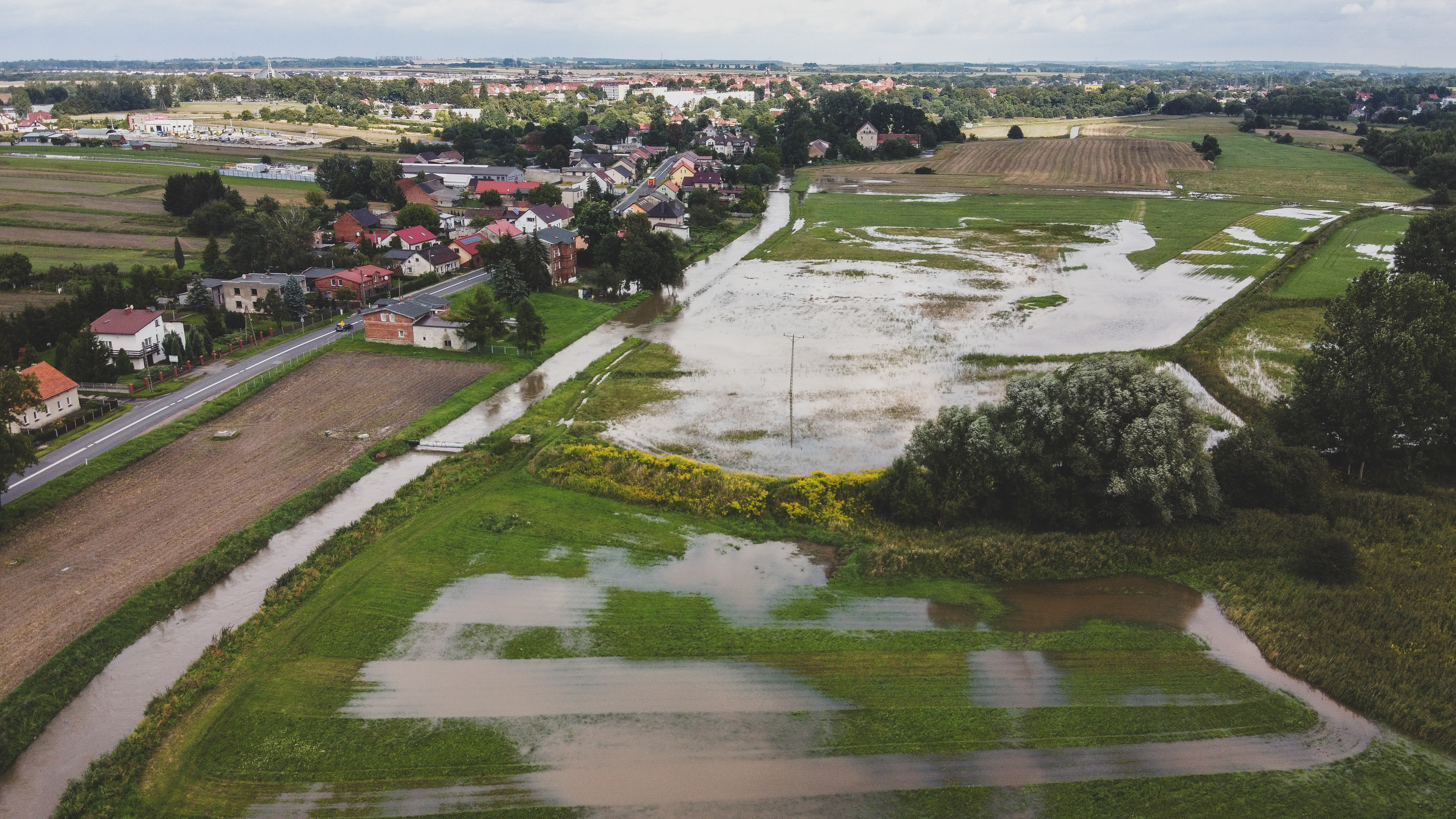
ul. Mickiewicza podczas podtopień w 2021 r., widok od strony "Balów" w kierunku centrum Pyskowic.